# Kedungpring (Balongpanggang)
Kedungpring is een bestuurslaag in het regentschap Gresik van de provincie Oost-Java, Indonesië. Kedungpring telt 2361 inwoners (volkstelling 2010).